# Бизельська Вас
Бизельська Вас (словен. Bizeljska vas) — поселення в общині Брежиці, Споднєпосавський регіон, Словенія. Висота над рівнем моря: 305,8 м.

## Замок

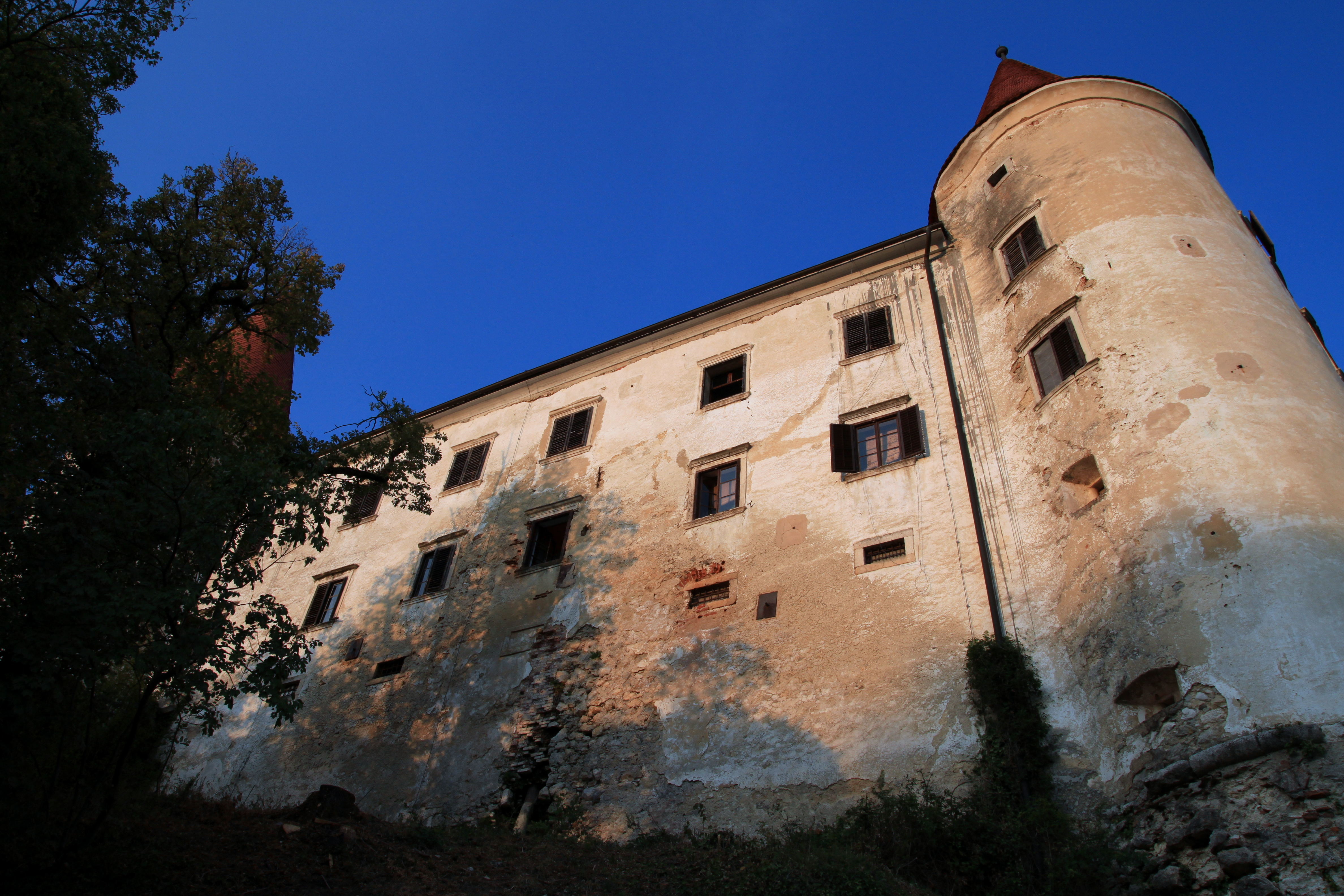
Бизельський замок

Бизельський замок — замок на пагорбі біля поселення. Спочатку побудований у XVI—XVII століттях з рядом перебудов, включаючи дві закругленими кутовими вежами та барочну каплицю. Захищений як культурна пам'ятка національного значення.